# 中召镇
中召镇是中华人民共和国河南省安陽市内黄县下辖的一个乡镇级行政单位。原为中召乡，2023年撤乡设镇。行政区划代码改为410527110。 

## 行政区划
中召镇下辖以下地区：
付庄村、陈寨村、葛寨村、时寨村、张寨村、赵庄村、南街村、东街村、南王庄村、位庄村、王大吴村、碾子头村、西曹庄村、东曹庄村、杨村、滹沱村、小王固村、徐寨村、尚寨村、马寨村、北召村、北大吴村、刘大吴村、闫庄村、李庄村、王庄村、双村和西街村。